# 日高バイパス (埼玉県)
日高バイパス（ひだかバイパス）は、埼玉県日高市高萩と同市森戸新田を結ぶ、国道407号のバイパス道路である。計画総延長は1.9km。

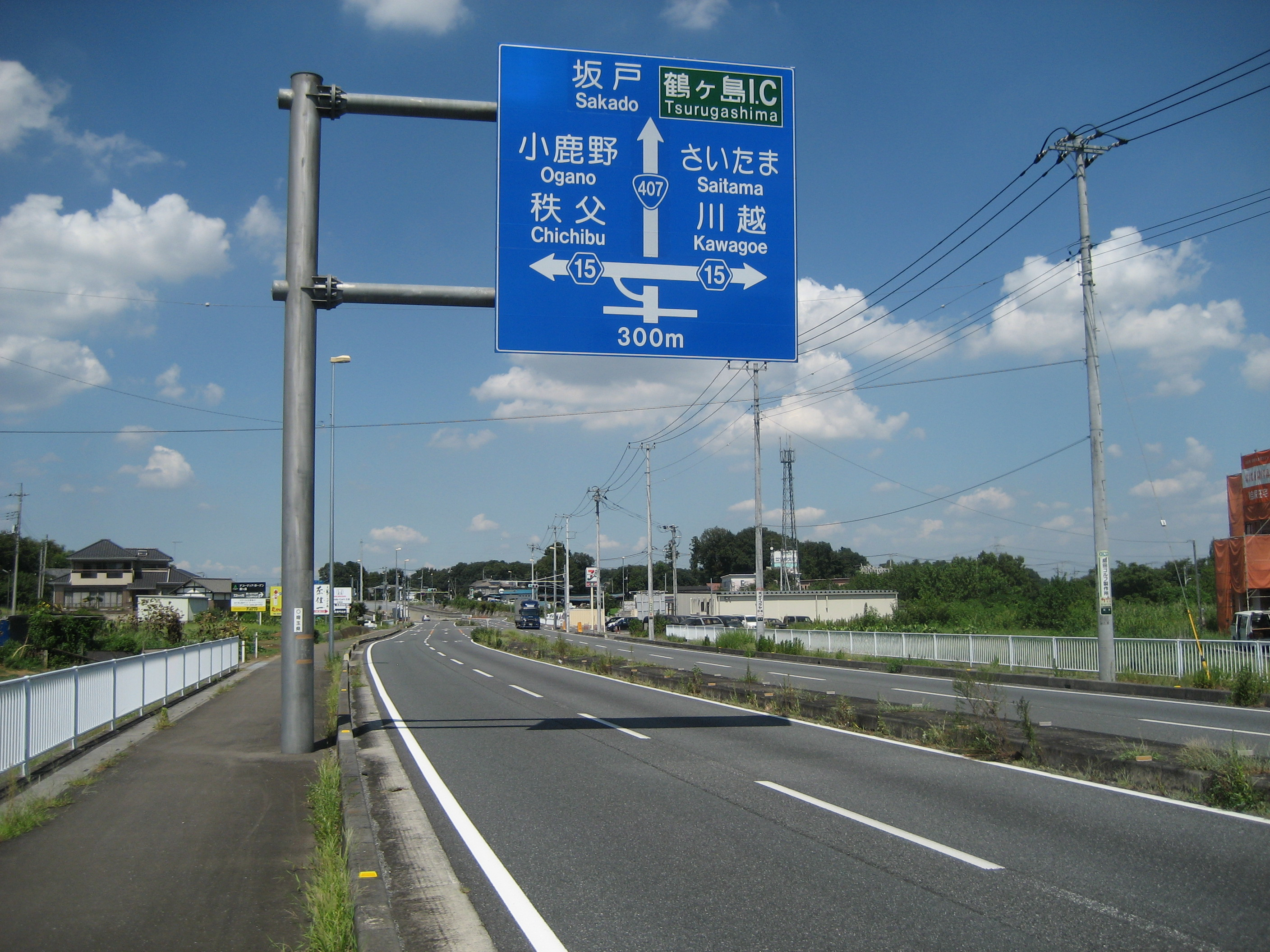
日高市高萩付近

## 概要
住宅の多い高萩地区を迂回し、また高萩交差点（現道と埼玉県道15号川越日高線との交差点）近辺の渋滞を緩和することを目的としている。

日高バイパスの北側は、埼玉県と川越市・鶴ヶ島市・日高市が推進するむさしの研究の郷地区の南端に位置するため、同地区へのアクセス改善も期待されている。また同地区では日高バイパスと坂戸バイパスを結ぶ鶴ヶ島日高バイパスが2021年に一部区間が開通した。
日高バイパスの南側での整備は、まだ都市計画決定はなされていないが、鎌倉街道交差点付近から現道の東側を通って狭山日高IC付近で現道と合流するバイパス道路が検討されている。

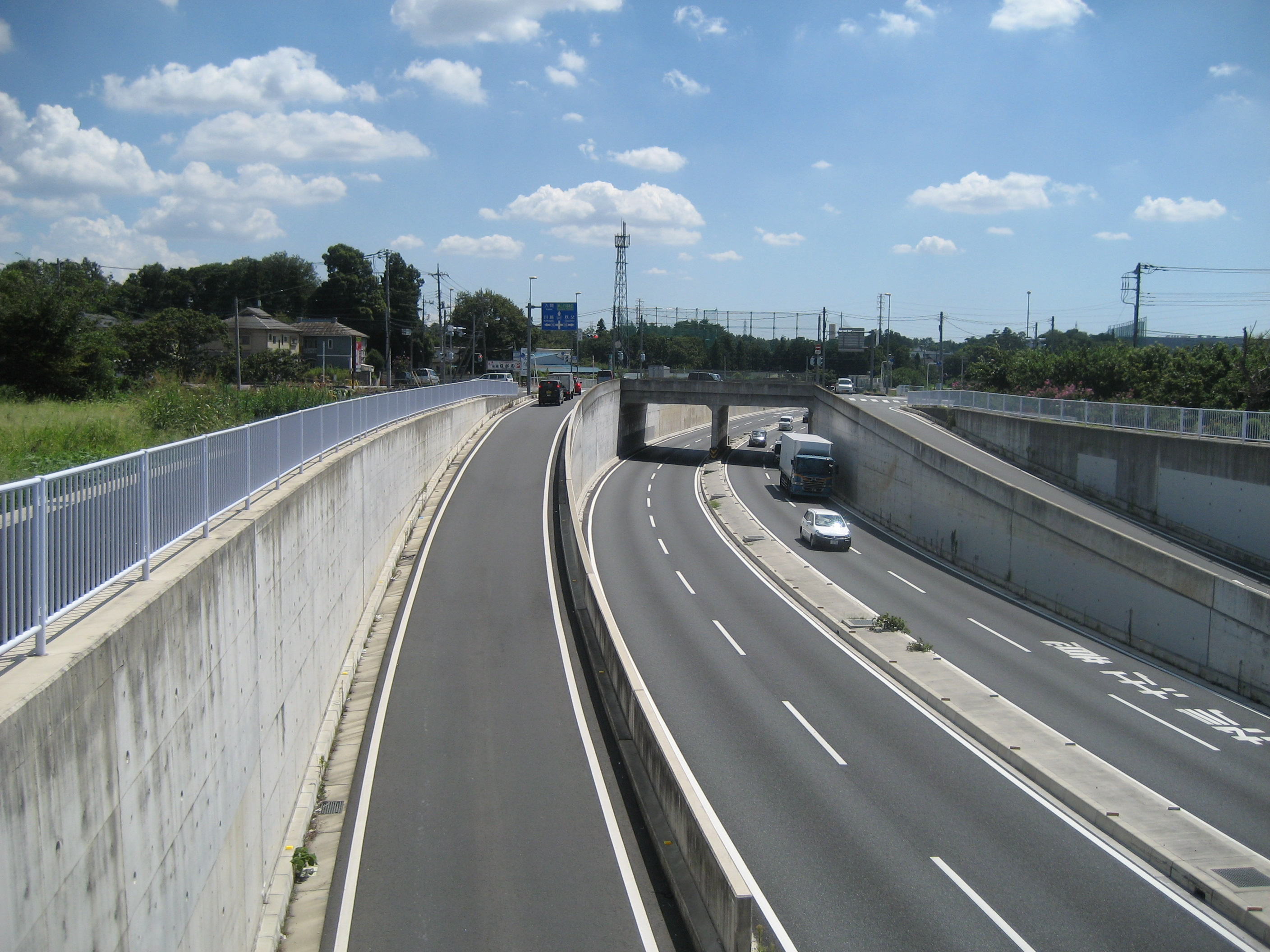
埼玉県道15号との交差付近

## 歴史
- 1978年 - 都市計画決定
- 1988年 - 事業開始
- 2003年 - 南側の現道分岐点から川越日高線交点までの区間開通
- 2005年 - 北側の現道分岐点から日高団地までの区間開通
- 2010年3月27日 - 全区間開通

## 起点・終点
- 起点：埼玉県日高市大字森戸新田
- 終点：埼玉県日高市大字高萩
- 延長：1.6km

## 接続する道路
| 交差する道路           | 交差点名   | 所在地 | 所在地 |
| ---------------------- | ---------- | ------ | ------ |
| （国道407号旧道）      | 高萩南     | 日高市 | 高萩   |
| 埼玉県道15号川越日高線 | 高萩東     | 日高市 | 高萩   |
|                        | 日高団地西 | 日高市 | 高萩   |

## 接続するバイパスの位置関係
（足利方面）鶴ヶ島日高バイパス - 日高バイパス - 現道（入間方面）